# حلقه فاطمی
حلقه فاطمی نامی مستعار است که به دسته ای از دولتمردان در دولت محمود احمدی‌نژاد ابلاغ می‌شود که گزارش شده‌است در بسیاری از فسادهای سیاسی در ایران دست داشته‌اند.
این دسته در آوریل ۲۰۱۰ به‌طور عمومی شناخته شدند، زمانی که الیاس نادران، نماینده مجلس اظهار داشت: «آقای رحیمی رئیس حلقه فساد در خیابان فاطمی است که در مورد گردآوری منابع فاسد و توزیع آنها تصمیم می‌گیرد و اکنون تقریباً همه اعضا در این روند حق تصمیم‌گیری دارند. این شبکه مفسد اقتصادی در خیابان فاطمی به جز معاون اول فعلی رئیس‌جمهور دستگیر شده‌اند.» این ادعا توسط احمد توکلی و علی مطهری حمایت شد.
به گفته رئیس کل دادگستری ایران، اعضای این باند با جعل اسناد اداری و قضایی توانستند میلیاردها تومان از شهروندان و بیت المال برداشت کنند. یکی از آنها به تنهایی ۶ میلیارد تومان (۶ میلیون دلار) اختلاس کرده‌است.»

## پرونده بیمه ایران
گفته می‌شود حلقه فاطمی مسئول یک رسوایی مالی در شرکت دولتی بیمه ایران است. در سال ۱۳۹۲ اسامی ۱۲ نفر از محکومان این پرونده اعلام شد: مصطفی حمزه نوسی، داوود فهیمی رودپشتی، بدیع‌الله کیانی، جابر ابدالی، محمدتقی توکلی، علی جلیل، شهریار خسروی، محمود باقری، فرید عبدلی، فرید عبدالله. -دانش، داود سرخوش شهری و یوسفعلی دارون پرور.